# Sint-Pauluskerk (Zwevegem)

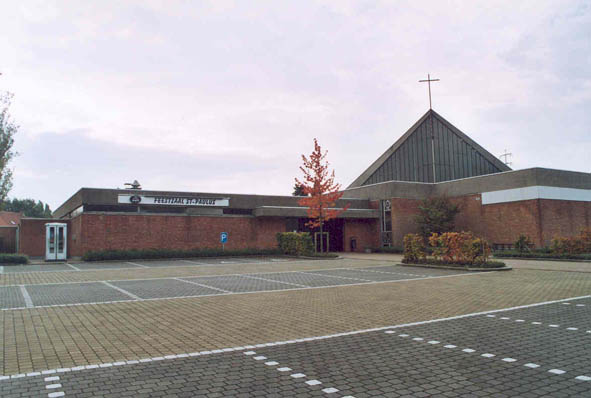
De Sint-Pauluskerk in 2005

De Sint-Pauluskerk is een voormalige parochiekerk in de tot de West-Vlaamse plaats Zwevegem behorende wijk: Europawijk, gelegen aan de Italiëlaan.
De Europawijk werd gebouwd tussen 1962 en 1965 en bevat veel sociale woningen. Omstreeks 1968 werd een parochiekerk met parochiaal centrum (Feestzaal Sint-Paulus) en winterkapel opgetrokken, naar ontwerp van Paul Tuts. Deze kerk werd in 1999 onttrokken aan de eredienst en kwam daarna in gebruik als concert- en repetitieruimte voor de fanfare.
Het betreft een lage zaalkerk in betonskeletbouw gevuld met bakstenen. De kerk heeft voornamelijk plat dak en een driehoekige piramidale top, welke aan twee zijden licht doorlaat.